# Cyperus megalanthus
Cyperus megalanthus är en halvgräsart som först beskrevs av Georg Kükenthal, och fick sitt nu gällande namn av Gordon C. Tucker. Cyperus megalanthus ingår i släktet papyrusar, och familjen halvgräs. Inga underarter finns listade i Catalogue of Life.